# Метод мічених атомів
Метод мічених атомів (рос. метод меченных атомов, англ. labelled atom method) — метод, заснований на додаванні в реагуючу систему молекул з міченим атомом з такою ж будовою, як один з реактантів чи проміжних речовин, з метою прослідкувати шлях або швидкість перетворення таких молекул у складному хімічному процесі.